# Wild Dreams (álbum de Westlife)
Wild Dreams é o décimo segundo álbum de estúdio da boy band irlandesa Westlife. Foi lançado em 26 de novembro de 2021 pela East West Records, sendo seu primeiro lançamento pela gravadora. O álbum foi precedido pelo single principal "Starlight", lançado em 14 de outubro de 2021. Seu segundo single, "My Hero", foi lançado em 5 de novembro de 2021. Wild Dreams inclui contribuições de composição de Ed Sheeran ("My Hero") e Amy Wadge ("Lifeline", "Rewind"), juntamente com a produção de Jamie Scott, Rami Yacoub e Steve Mac .

## Concepção
O Westlife gravou o álbum durante um período de 18 meses e foi "inspirado pelos desafios" da época, uma referência à pandemia de COVID-19 . Em comunicado, a banda descreveu o álbum como "edificante", explicando que "captura o clima do momento" e tem "momentos de reflexão e é sobre novos começos, esperança e olhar para o futuro".

## Recepção da Crítica
O editor da RTÉ, Alan Corr, chamou o álbum de "outra confecção de arejado, eletro pop, baladas sérias e hinos pop de foco suave [. . . ] Eles soam principalmente revigorados em um conjunto de 13 novas canções que os leva a abraçar ainda mais o pop adulto e convidar novos talentos de composição de canções a bordo com vários graus de sucesso."

## Lista de faixas
| Faixas do álbum |                           |                                      |         |  |
| N.º             | Título                    | Producer(s)                          | Duração |  |
| 1.              | "Starlight"               | Scott Lostboy                        | 3:44    |  |
| 2.              | "Alone Together"          | Yacoub Sly                           | 3:28    |  |
| 3.              | "Wild Dreams"             | Klahr Liohn                          | 2:32    |  |
| 4.              | "Lifeline"                | Steve Fitzmaurice Alex Stacey        | 3:31    |  |
| 5.              | "Alive"                   | Henessey Rainsford                   | 3:31    |  |
| 6.              | "Rewind"                  | Digital Farm Animals Stacey          | 3:48    |  |
| 7.              | "Do You Ever Think of Me" | Per Magnusson David Kreuger Mattsson | 3:25    |  |
| 8.              | "My Hero"                 | Mac                                  | 3:16    |  |
| 9.              | "End of Time"             | Saints + Sinners                     | 3:16    |  |
| 10.             | "Magic"                   | Scott                                | 3:20    |  |
| 11.             | "Always with Me"          | Saints + Sinners                     | 3:04    |  |
| Duração total:  | Duração total:            | Duração total:                       | 36:59   |  |

Faixas bônus da edição Deluxe e edição digital
| N.º            | Título                                          | Duração |  |
| 12.            | "World of Our Own (Ao Vivo no Ulster Hall)"     | 4:10    |  |
| 13.            | "Uptown Girl (Ao Vivo no Ulster Hall)"          | 3:12    |  |
| 14.            | "Flying Without Wings (Ao Vivo no Ulster Hall)" | 4:24    |  |
| 15.            | "You Raise Me Up (Ao Vivo no Ulster Hall)"      | 6:50    |  |
| Duração total: | Duração total:                                  | 55:38   |  |

## Certificações
| Região | Certificação | Vendas  |
| --- | ------------ | ------- |
| Reino Unido (BPI)                                                                                                 | Ouro         | 100.000 |
| *números de vendas baseados somente na certificação ‡vendas+valores de streaming baseados somente na certificação |              |         |

## Ficha Técnica
- Matt Holyoak – fotografia ( Luttrellstown Castle, Dublin)
- Salvador Design – projeto
- Mark Feehily – design de arte